# Sybra uniformipennis
Sybra uniformipennis là một loài bọ cánh cứng trong họ Cerambycidae.